# Titularbistum Thubursicum
Thubursicum (ital.: Tubursico) ist ein Titularbistum der römisch-katholischen Kirche. Es geht zurück auf ein untergegangenes Bistum der antiken Stadt Thubursicu (oder Thubursicum) in der römischen Provinz Numidien in Nordafrika, der im 7. Jahrhundert mit der islamischen Expansion unterging.
| Titularbischöfe von Thubursicum |                           |                                                       |                   |                |
| Nr.                             | Name                      | Amt                                                   | von               | bis            |
| 1                               | Ferdinando Longinot       | emeritierter Bischof von San Severino-Treia (Italien) | 5. Oktober 1966   | 6. Januar 1976 |
| 2                               | Nei Paulo Moretto         | Koadjutorbischof von Caxias do Sul (Brasilien)        | 21. Januar 1976   | 26. Mai 1983   |
| 3                               | José Alves da Costa DC    | Weihbischof in Ponta Grossa (Brasilien)               | 3. Januar 1986    | 8. Mai 1991    |
| 4                               | André Rivest              | Weihbischof in Montréal (Kanada)                      | 27. Juni 1995     | 19. Juni 2004  |
| 5                               | Sebastião Bandeira Coêlho | Weihbischof in Manaus (Brasilien)                     | 22. Dezember 2004 | 6. Januar 2010 |
| 6                               | Peter Uglietto            | Weihbischof in Boston (USA)                           | 30. Juni 2010     |                |